# Thaumastogarypus capensis
Espèce
Synonymes
- Garypus capensis Ellingsen, 1912

Thaumastogarypus capensis est une espèce de pseudoscorpions de la famille des Garypidae.

## Distribution
Cette espèce est endémique du Cap-Occidental en Afrique du Sud. Elle se rencontre vers Stompneusbaai.

## Description
L'holotype mesure 5,4 mm.

## Étymologie
Son nom d'espèce, composé de cap et du suffixe latin -ensis, « qui vit dans, qui habite », lui a été donné en référence au lieu de sa découverte, la province du Cap.

## Publication originale
- Ellingsen, 1912 : The pseudoscorpions of South Africa, based on the collections of the South African Museum, Cape Town. Annals of the South African Museum, vol. 10, p. 75-128 (texte intégral).